# Arthur Mitchell (homme politique)
Pour les articles homonymes, voir Arthur Mitchell et Mitchell.
Arthur Mitchell, né le 31 juillet 1950, est un ancien homme d'affaires et un homme politique yukonnais (canadien). 

## Biographie
Il est le chef du Parti libéral du Yukon, il est un ancien député de la circonscription territoriale de Copperbelt à l'élection partielle du 21 novembre 2005 à l'élection yukonnaise du mardi 11 octobre 2011 dans la nouvelle circonscription de Copperbelt-Nord qu'il fut défait par Currie Dixon du Parti du Yukon et il est un ancien chef de l'Opposition officielle du Yukon du 1er mai 2006 au 11 octobre 2011.
Arthur est un ancien homme d'affaires à Atlin dans la province canadienne de la Colombie-Britannique.
Mitchell est un ancien agent immobilier et un aide à John Ostashek, ancien chef du Parti du Yukon de 1991 à 2000 et premier ministre du Yukon de 1992 à 1996.

## Source
- (en) Cet article est partiellement ou en totalité issu de l’article de Wikipédia en anglais intitulé « Arthur Mitchell (politician) » (voir la liste des auteurs).